# Grantjärnen (Malungs socken, Dalarna, 673126-140088)
Grantjärnen är en sjö i Malung-Sälens kommun i Dalarna och ingår i Dalälvens huvudavrinningsområde. Sjön har en area på 0,0691 kvadratkilometer och ligger 360,6 meter över havet. Sjön avvattnas av vattendraget Lödran.

## Delavrinningsområde
Grantjärnen ingår i det delavrinningsområde (673160-140060) som SMHI kallar för Inloppet i Lödersjön. Medelhöjden är 379 meter över havet och ytan är 1,86 kvadratkilometer. Det finns inga avrinningsområden uppströms utan avrinningsområdet är högsta punkten. Lödran som avvattnar avrinningsområdet har biflödesordning 4, vilket innebär att vattnet flödar genom totalt 4 vattendrag innan det når havet efter 357 kilometer. Avrinningsområdet består mestadels av skog (59 procent) och sankmarker (33 procent). Avrinningsområdet har 0,07 kvadratkilometer vattenytor vilket ger det en sjöprocent på 3,9 procent.